# Бельский, Ростислав Рафаилович
Ростислав Рафаилович Бе́льский — советский хозяйственный, государственный и политический деятель.

## Биография
Родился в 1914 году. Член КПСС.
Образование среднее специальное (окончил 1-й Московский радиотехникум)
Участник Великой Отечественной войны в составе Черноморского флота.
С 1932 года — на хозяйственной, общественной и политической работе.
- В 1932—1935 годах — инженер-разработчик приборов управления оружием для кораблей ВМФ на ленинградском заводе «Электроприбор».[2]
- В 1935—1941 годах — мастер регулировочно-сдаточного участка на Московском заводе № 205.[2]
- В 1943—1945 годах — инженер-монтер завода № 706 НКСП ЧФ.[3]
- В 1945—1955 годах — инженер-конструктор новых образцов приборной техники для кораблей ВМФ в Центральном морском НИИ.[2]
- В 1955—1961 годах — главный конструктор систем управления артиллерийским и торпедным оружием («Мина-30бис», «Крен», «Молния»).[2]

C 1961 года — главный конструктор первой Боевой информационно-управляющей системы для атомных подводных лодок стратегического назначения
Умер в Санкт-Петербурге после 2000 года.

## Признание
- Сталинская премия третьей степени (1949) — за разработку нового образца вооружения
- Ленинская премия (1961)